# Meiosimyza oellaris
Meiosimyza oellaris är en tvåvingeart som först beskrevs av Leander Czerny 1935.  Meiosimyza oellaris ingår i släktet Meiosimyza och familjen lövflugor. Inga underarter finns listade i Catalogue of Life.